# Jean-Jacques Komosinski

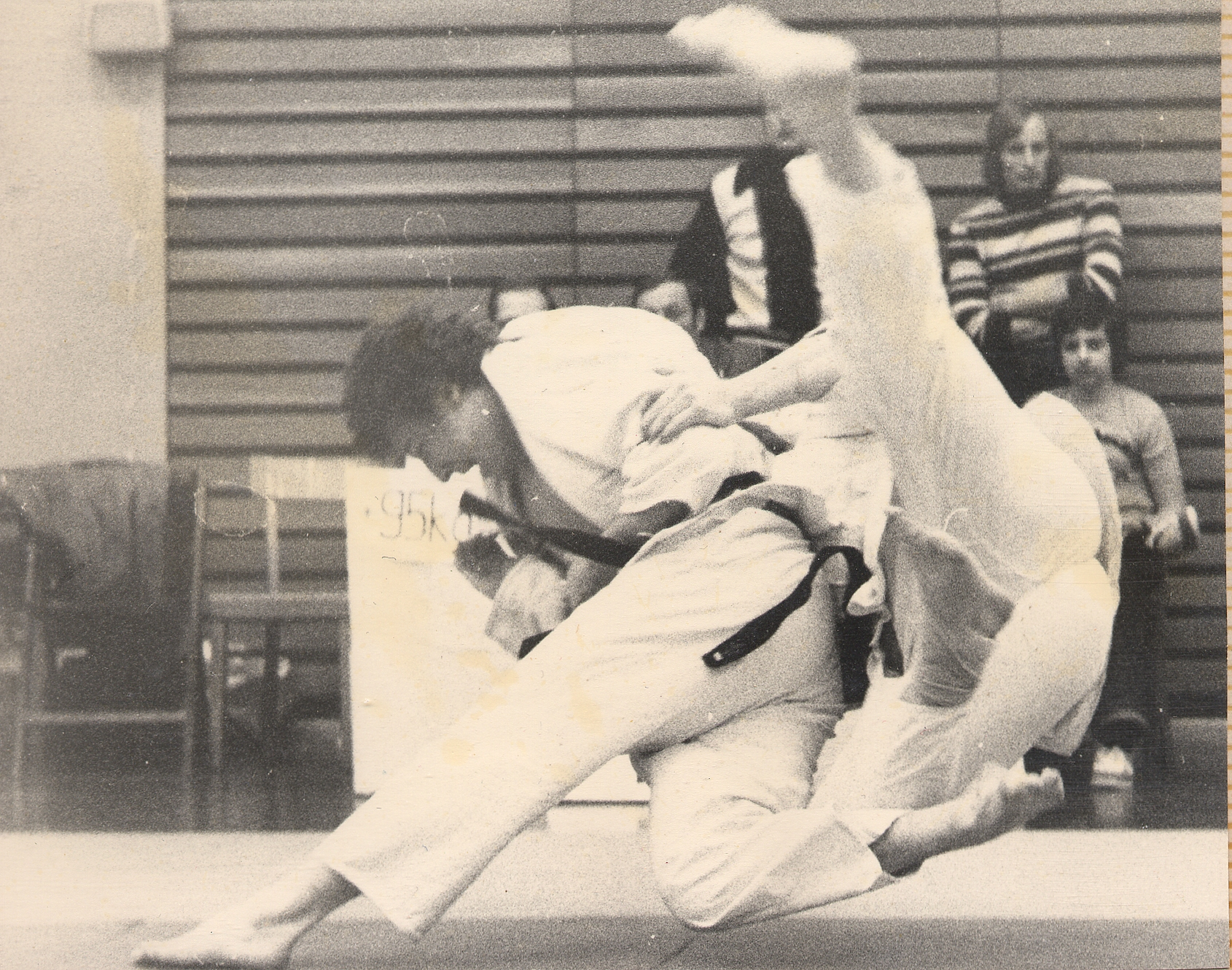
Mit einem O-soto-gari zum Ippon Sieg

Jean-Jacques Komosinski (* 26. Februar 1951 in Douai) ist ein deutscher Judoka.

## Leben und sportliche Karriere
Jean-Jacques Komosinski besuchte die Volksschule und absolvierte eine Berufsausbildung zum Maschinenschlosser und Industrie Meister. Als Judoka gehörte Komosinski dem VfL Wolfsburg und der Nationalmannschaft an und wurde dort von Klaus Glahn und Han Ho-san trainiert.
In den Jahren von 1972 bis 1980 wurde Komosinski mit seinem Verein acht Mal Deutscher Mannschaftsmeister. 1977, 1978 und 1979 errang Jean-Jacques Komosinski 3× Meistertitel in der Deutschen Einzelmeisterschaft. Bei den Internationalen Deutschen Meisterschaften erreichte er 1977 den zweiten und 1975 den dritten Platz. An den Europameisterschaften hat Komosinski in den Jahren 1974, 1975, 1977 und 1978 teilgenommen, erreichte dort aber keine Medaillenränge. Er war zweimal für die Olympiade nominiert – einmal Montreal 1976 (verletzungsbedingt abgesagt) und zum zweiten Mal Moskau 1980 (Boykott, Afghanistan-Krieg).